# Plagithmysus longipes
Plagithmysus longipes là một loài bọ cánh cứng trong họ Cerambycidae.